# Friedrich-Wilhelm Geier
Friedrich-Wilhelm Geier (* 6. Januar 1903 in Glatz, Landkreis Glatz, Provinz Schlesien; † 13. April 1965 in Karlsruhe) war ein deutscher Jurist und von 1953 bis zu seinem Tod Präsident verschiedener Strafsenate des Bundesgerichtshofs.

## Leben

### Kindheit, Studienzeit, Berufsjahre und NS-Zeit
Geier wurde 1903 als Sohn des Lokomotivführers Josef Geier und seiner Frau Agnes Schmohel im niederschlesischen Glatz geboren. In seiner Heimatstadt besuchte er von 1909 bis 1913 die katholische Volksschule und von 1913 bis 1922 das Königlich Katholische Gymnasium. Anschließend studierte er Rechtswissenschaften an der Universität Breslau und legte Anfang 1926 das Erste Staatsexamen ab. Im selben Jahr wurde er in Breslau mit einer Arbeit über „Die Gesetzesauslegungsmethoden des Reichsgerichts“ zum Doktor der Rechte promoviert. Während der Studienzeit engagierte er sich auch in der Alten Breslauer Landsmannschaft Glacia.
Seinen juristischen Vorbereitungsdienst absolvierte er von 1926 bis 1929 in Glatz und Breslau. Im November 1929 legte er an der Friedrich-Wilhelms-Universität in Berlin das Zweite Staatsexamen ab. Mit dem Abschluss seiner juristischen Ausbildung trat er Ende 1929 in den preußischen Justizdienst ein und wirkte in den nächsten Jahren als Gerichtsassessor und Richter in verschiedenen ober- und niederschlesischen Städten. Von 1931 bis 1932 war er zudem als Fakultätsassistent auf dem Gebiet des Handelsrechts an der Universität Breslau tätig. 1934 wurde er zum Amtsgerichtsrat in Waldenburg ernannt.
Während der Zeit des Nationalsozialismus erfüllte Geier das Amt des „Wehrmachtsrichters“, was später im Prozess gegen Otto John relevant wurde. Er nahm am Überfall auf Polen teil, an dem auf Frankreich und die Sowjetunion, zuletzt als Oberleutnant und Regimentsadjutant. 1942 wurde er zum Oberlandesgerichtsrat am Oberlandesgericht Kattowitz befördert, konnte das Amt aber wegen seines Wehrmachtsdienstes nicht ausüben.

### Karriere im Nachkriegsdeutschland
Nach Kriegsende verschlug es ihn nach Hamburg, wo er 1946 zunächst ans Landgericht berufen wurde. In der Hansestadt kam es nach zweieinhalb Jahren zu einem Wiedersehen mit seiner Frau und seinen beiden Söhnen, die aus Schlesien vertrieben worden waren. Es folgten kurze Richtertätigkeiten am Spruchgericht Bergedorf und ab Ende 1947 als Oberlandesgerichtsrat am Obersten Spruchgerichtshof in Hamm. Ab 1948 gehörte er dem in Köln ansässigen Obersten Gerichtshof für die Britische Zone an.
Im Jahre 1950 wurde er zum Richter am Bundesgerichtshof ernannt und war zunächst im 1. Strafsenat tätig. Drei Jahre später wurde er zum Senatspräsidenten befördert. Zunächst leitete er den in Berlin angesiedelten 5. Strafsenat. 1954 wurde ihm der Vorsitz des neugegründeten 6. Strafsenats übertragen, der ab 1956 unter der Bezeichnung des aufgelösten 3. Strafsenats firmierte. Dieser Senat besaß die erstinstanzliche Zuständigkeit für Staatsschutzdelikte, so dass Geier in einigen aufsehenerregenden Prozessen der jungen Bundesrepublik den Vorsitz führte, darunter bei den Gerichtsverfahren gegen Viktor Agartz und Otto John. Gegen Otto John, ab 1950 Präsident des Bundesamts für Verfassungsschutz und in dieser Funktion Verfolger von Nazi-Verbrechen, erließ er zusammen mit anderen früheren NS-Militärrichtern, am 22. Dezember 1956 ein Urteil von vier Jahren Zuchthaus, obgleich der Vertreter der Anklage, Oberbundesanwalt Max Güde, ein deutlich geringes Strafmaß beantragte. Seine Dominanz trug dem Spruchkörper die Bezeichnung „Geier-Senat“ ein. Von 1958 bis zu seinem Tod präsidierte er dem 1. Strafsenat. In dieser Funktion befasste er sich u. a. mit den Revisionsanträgen von Vera Brühne sowie Johann Ferbach und den in der bayerischen Spielbankaffäre verurteilten Politikern.
Geier zählte zu den Herausgebern des von Ewald Löwe und Werner Rosenberg begründeten Großkommentars zur Strafprozessordnung, der bis heute regelmäßige Neuauflagen erfährt. Er arbeitete zudem in der Schriftleitung der Deutschen Richterzeitung mit. Seit 1960 stand er dem Verein der Bundesrichter und Bundesanwälte beim BGH vor, des Weiteren gehörte er dem Gesamtvorstand und dem Präsidium des Deutschen Richterbundes an.